# Niphargus potamophilus
Niphargus potamophilus is een vlokreeftensoort uit de familie van de Niphargidae. De wetenschappelijke naam van de soort is voor het eerst geldig gepubliceerd in 1954 door Birstein.